# تنگلوایلد، واشینگتن
تنگلوایلد (به انگلیسی: Tanglewilde) یک منطقهٔ مسکونی در ایالات متحده آمریکا است که در شهرستان تورستن، واشینگتن واقع شده‌است. تنگلوایلد ۳٫۷ کیلومتر مربع مساحت و ۵٬۸۹۲ نفر جمعیت دارد.